# Municipio de Lake (condado de Lake)
El municipio de Lake (en inglés: Lake Township) es un municipio ubicado en el condado de Lake en el estado estadounidense de Míchigan. En el año 2010 tenía una población de 862 habitantes y una densidad poblacional de 9,26 personas por km².

## Geografía
El municipio de Lake se encuentra ubicado en las coordenadas 43°51′39″N 85°58′46″O / 43.86083, -85.97944. Según la Oficina del Censo de los Estados Unidos, el municipio tiene una superficie total de 93.05 km², de la cual 87,77 km² corresponden a tierra firme y (5,68 %) 5,28 km² es agua.

## Demografía
Según el censo de 2010, había 862 personas residiendo en el municipio de Lake. La densidad de población era de 9,26 hab./km². De los 862 habitantes, el municipio de Lake estaba compuesto por el 95,01 % blancos, el 2,55 % eran afroamericanos, el 0,46 % eran amerindios, el 0,23 % eran asiáticos, el 0,46 % eran de otras razas y el 1,28 % eran de una mezcla de razas. Del total de la población el 1,04 % eran hispanos o latinos de cualquier raza.